# ドSトレーニング
『ドSトレーニング』は、2019年3月1日にフジテレビで放送された特別番組。

## 概要
フィットネスブームを牽引する3大カリスマ集結し、芸能人が3か月の最新ダイエットに挑戦した。

## 出演者
- MC：古舘伊知郎
- 進行：山里亮太（南海キャンディーズ）
- ゲスト：安藤美姫、小杉竜一（ブラックマヨネーズ）、島崎和歌子、東尾理子、宮下純一、やしろ優、ゆりやんレトリィバァ
- トレーナー：AYA、岡部友、安井友梨
- ナレーター：服部伴蔵門、西山喜久恵（フジテレビアナウンサー）、佐々木恭子（フジテレビアナウンサー）、竹内友佳（フジテレビアナウンサー）

## スタッフ
- 制作統括：中嶋優一（以前はチーフプロデューサー）
- 構成：石原健次、横田俊介
- TP：児玉洋
- TM：高瀬義美
- SW：池田幸弘、高田治
- CAM：上田軌行、池田幸弘
- 照明：本沢啓史
- VE：宮本学
- MIX：本間祥吾
- 美術制作：三竹寛典
- デザイン：邨山直也
- アートコーディネーター：林勇
- 大道具：鎌田大祐
- 装飾：門間誠
- アクリル装飾：相原加奈
- 電飾：後藤佑介
- メイク：山田かつら
- 編集：星野裕也、小口夏樹
- MA：吉田肇
- 音効：大久保吉久
- 技術協力：ニユーテレス、fmt、IMAGICA Lab.、3×7
- 制作協力：NEXTEP、ガスコイン・カンパニー
- 広報：高橋慶哉
- TK：星美香
- デスク：梅都恵
- FD：高橋敦宣
- ディレクター：大平進士、浦川瞬、館山亜美、鈴木章浩、勝部美帆、秋元晃一、新原宏、三好良太
- プロデューサー：田中美咲、原田冬彦、瓜生夏美、藤本大介、下田かおる
- 演出：鈴木善貴
- チーフプロデューサー：大江菊臣（以前はプロデューサー）
- 制作：フジテレビ編成局制作センター第二制作室
- 制作著作：フジテレビ